# Fixin' to Die Blues
Fixin’ to Die Blues  è un brano musicale del musicista blues americano Bukka White.  Venne eseguito nello stile del blues del Delta, accompagnato dalla voce di White e dal ritmo di una chitarra sostenuta dal washboard.  White incise la canzone a Chicago l'8 maggio 1940 per il produttore discografico Lester Melrose.  Il brano venne scritto solo pochi giorni prima, insieme ad altri undici pezzi, su esortazione dello stesso Melrose.

## Descrizione
Nel 1961, il cantante folk Bob Dylan incise Fixin' to Die per il suo omonimo album d'esordio, uscito l'anno successivo.  Nei testi inclusi nell'album si specifica che il brano "venne appreso da una vecchia registrazione di Bukka White". Ad ogni modo gli arrangiamenti di Dylan differiscono nella melodia e aggiungono dei versi nuovi. Risulta essere una delle tre canzoni blues dell'album che trattano del tema della morte. Dave Van Ronk (nell'album Dave Van Ronk, Folksinger) e Buffy Sainte-Marie (in Many a Mile) sono tra i cantanti folk contemporanei a Dylan che incisero versioni della canzone.